# さんかく座
さんかく座（）は、現代の88星座の1つで、プトレマイオスの48星座の1つ。伝承に登場する人物や生物など特定の事物ではなく、図形そのものがモチーフとされている。3等星と4等星が細長い三角形を形作る小さな星座だが、特徴的な形をしていることから見つけやすい。
この星座以外に三角と名前がつく星座にはみなみのさんかく座がある。また、恒星によって形作られる天球上の三角形のアステリズムとして、冬の大三角・春の大三角・夏の大三角があるが、これらは星座ではない。

## 主な天体
3等星のα・βと4等星のγが、二等辺三角形に近い形をした細長い三角形を形作っている。α から約5°西に見える渦巻銀河M33は、星座の名前を取って「さんかく座銀河」と呼ばれている。

### 恒星
2023年10月現在、国際天文学連合 (IAU) によって2個の恒星に固有名が認証されている。
- α星：太陽系から約64 光年の距離にある、見かけの明るさ3.42 等、スペクトル型 F5III の巨星で、3等星[9]。変光星としては回転変光星の分類の1つ「回転楕円体変光星」に分類されており、0.01等の振幅で変光するとされている[10]。2016年8月にアラビア語で「三角」を意味する言葉に由来する[11]「モサラー[12](Mothallah[8])」という固有名が認証された。このほか、ラテン語で「三角形の頂点」を意味する「カプト・トリアングリ (Caput Trianguli)」と呼ばれることもあった[7]。
- HAT-P-38：太陽系から約821 光年の距離にある、見かけの明るさ12.51 等、スペクトル型 G 型の13等星[13]。IAUの100周年記念行事「IAU100 NameExoWorlds」でフィンランドに命名権が与えられ、主星はHorna、太陽系外惑星はHiisiと命名された[14]。

このほか、以下の恒星が知られている。
- β星：見かけの明るさ3.00 等[15]、スペクトル型 A5IV の準巨星で、3等星。さんかく座で最も明るく見える。分光連星で、3.5 M☉（太陽質量）の主星と1.4 M☉の伴星が、軌道長半径0.312 天文単位 (au) の軌道を31.39 日の周期で公転している[16]。1986年には、赤外線天文衛星IRASの観測により、連星系の周囲を取り囲む星周円盤の存在を示す赤外超過が確認され[17]、その後のスピッツァー宇宙望遠鏡の観測でも赤外超過が確認された[18]。
- γ星：太陽系から約117 光年の距離にある、見かけの明るさ4.00 等、スペクトル型 A1Vnn のA型主系列星で、4等星[19]。スペクトル型の「nn」は、高速の自転によって分光スペクトル中に非常に幅の広い吸収線が見られることを表しており、2007年の研究では毎秒254 キロメートルの猛スピードで自転しているとされた[19]。
- δ星：太陽系から約35.6 光年の距離にある[20]、見かけの明るさ4.87 等[21]、スペクトル型 G0.5VFe-0.5 のG型主系列星で、5等星[20]。約167″離れた位置に見える13.6 等のB星は見かけの二重星だが、A星自体が分光連星で、10.02 日の周期で互いに公転している[22]。

### 星団・星雲・銀河
18世紀フランスの天文学者シャルル・メシエが編纂した『メシエカタログ』に挙げられた銀河が1つ位置している。
- M33：「さんかく座銀河[24](英: Triangulum Galaxy, Triangulum Pinwheel)[25]」の名で知られる渦巻銀河。1764年8月25日にメシエが発見したが、17世紀シチリア島の天文学者ジョヴァンニ・バッティスタ・オディエルナが1654年以前に発見していたとされる[26]。アンドロメダ銀河、天の川銀河に次いで、局所銀河群で3番目に大きな銀河である[26]。肉眼で見ることができる最も遠い天体とされるものの1つ[注 1]。天の川銀河との距離は算出手法によって約245万 光年（0.75 メガパーセク (Mpc)）[28]から約303万 光年 (0.93 Mpc)[29]と大きな差が残るものの、およそ260万 光年 (0.8 Mpc) 前後の距離にあると考えられている。40億-50億年後にアンドロメダ銀河と天の川銀河が衝突・合体して1つの銀河「ミルコメダ」となったのち、さんかく座銀河も衝突・合体するものと考えられている[30]。
  - NGC 604：M33の渦状腕に位置する巨大なHII領域[31][32]。その直径は1,500 光年に及ぶとされ、中心には200以上のO型星やウォルフ・ライエ星といった大質量星が存在する[32]など、大マゼラン雲のタランチュラ星雲に匹敵する局所銀河群最大級の星形成領域とされる[33]。
- 3C 48：クエーサー[34]。1960年9月に、ケンブリッジ電波源カタログに収録された電波源に対応する天体として初めて発見されたが、当時は銀河ではなく星状の天体として認識されていた[35]。1963年に z=0.367 と当時知られていた天体の中で最も大きな赤方偏移を示すことが発見されたことにより、最遠の天体とされた[36]。同じ頃に発見されたおとめ座の電波源3C 273とともに「準恒星状天体 (英: quasi-stellar object)」、通称「クエーサー」と呼ばれ、長年に亘って謎の天体とされてきたが、1982年に3C 48を取り巻く星雲状の構造が同じ赤方偏移を持つことが確認されたことにより、非常に遠くにある銀河であることが確定した[37]。

- アメリカ合衆国アリゾナ州キットピーク国立天文台にある Nicholas U. Mayall 4-meter Telescope で撮影された、渦巻銀河M33。赤い斑点のように見える部分はHII領域で、内部では盛んな星形成が行われている。銀河中心の右上に一際大きく見える赤い塊がNGC 604である。
- 1995年1月にハッブル宇宙望遠鏡 (HST) の広視野惑星カメラ2 (WFPC2) によって撮影された、局所銀河群で最大級の星形成領域NGC 604[33]。

## 流星群
IAUの流星データセンター (IAU Meteor Data Center) で確定された流星群 (Established meteor showers) とされた流星群のうち、さんかく座の名前を冠するものは1つもない。19世紀半ばに分裂・消滅した周期彗星ビエラ彗星 (3D/Biela) を母天体とし、毎年11月13日頃に極大を迎えるアンドロメダ座流星群は、アンドロメダ座に隣接するさんかく座とうお座に至るまで放射点が拡散しているとされる。

## 由来と歴史
α・β・γが形作る三角形がギリシャ文字のデルタの大文字 (Δ) の形に似ていることから、古代ギリシア・ローマ時代には「デルトトーン (古希: Δελτωτόν)、デルトートン (羅: Deltoton)」と呼ばれていた。2世紀頃のクラウディオス・プトレマイオスの天文書『ヘー・メガレー・スュンタクスィス・テース・アストロノミアース (古希: ἡ Μεγάλη Σύνταξις τῆς Ἀστρονομίας)』、いわゆる『アルマゲスト』では、三角形を意味する「トリゴノン (古希: Τρίγωνον, 羅: Trigonon) という星座名とされた。

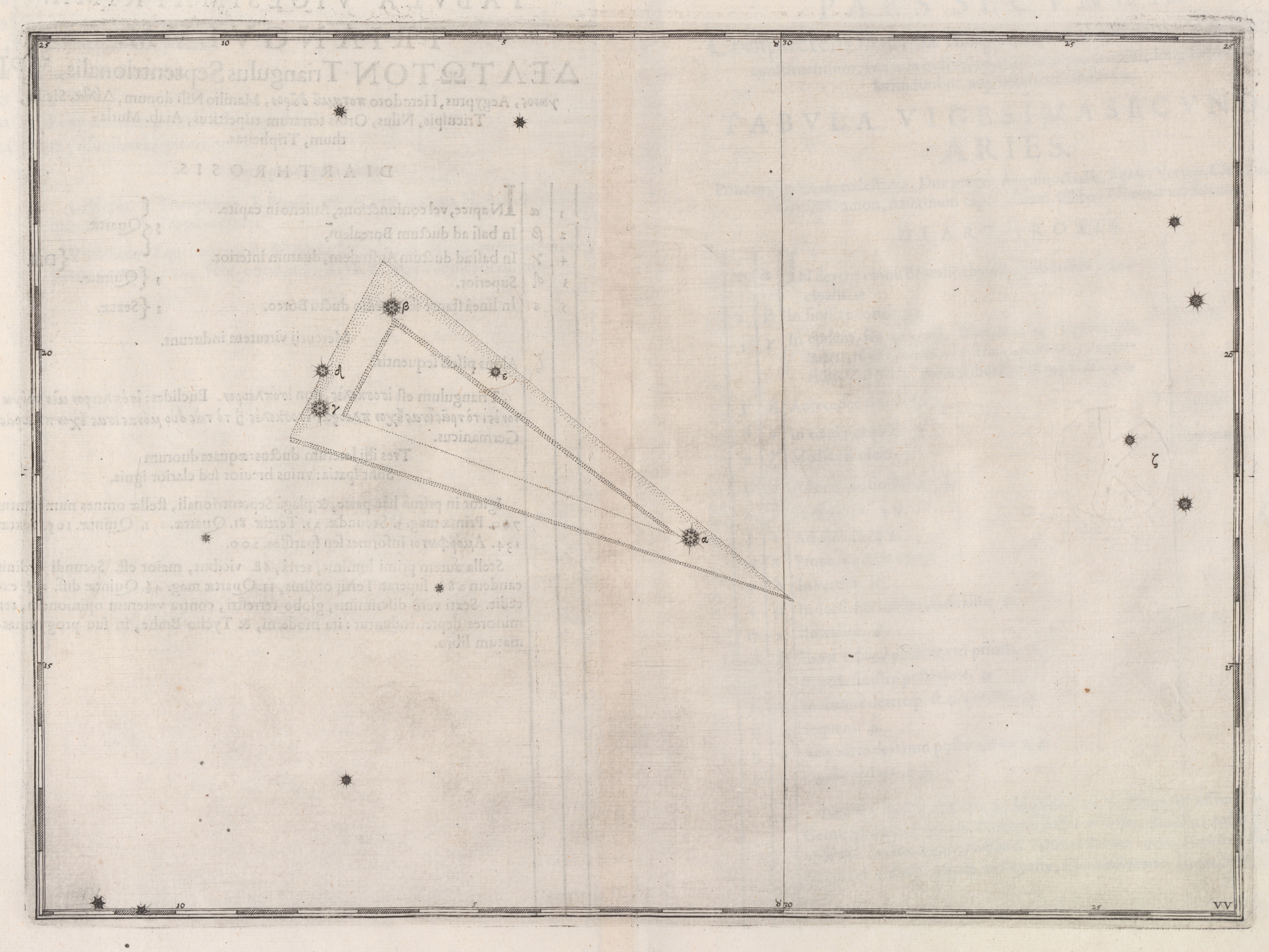
ヨハン・バイエル『ウラノメトリア』(1603) に描かれたさんかく座。

この星座の由来については、古代ギリシア・ローマ期から複数の異説が伝えられている。紀元前3世紀前半の詩人アラートスの詩編『ファイノメナ (古希: Φαινόμενα)』では、星座の形状について美しい二等辺三角形であると述べているものの、その由来については特に触れられていない。紀元前3世紀後半の天文学者エラトステネースの天文書『カタステリスモイ (古希: Καταστερισμοί)』では、さんかく座の由来について2つの説を伝えている。1つは「ナイル川の三角州を表したものである」とする説、もう1つは「Δ はゼウスの頭文字であるため、この文字が目立つように明るい星のないおひつじ座の上（北側）にヘルメースが置いた」とする説である。1世紀初頭の古代ローマの著作家ガイウス・ユリウス・ヒュギーヌスの『天文詩 (羅: De Astronomica)』では、これらの2つの説に加えて「シチリア島を表したものである」とする説を伝えている。シチリア島は、3つの岬を持つことから「トリナクリア (Trinacria)」と呼ばれており、伝承では農業の女神デーメーテールの縁の地であるとされていた。さらにヒュギーヌスは「神々が世界を3つに分割したことを示すものである」とする説も伝えている。
エラトステネースやヒュギーヌスはこの星座にある星の数を3つとしたが、プトレマイオスは現在のδ星を加えて4つの星があるとした。大きく時を下った17世紀初頭の1603年にドイツの法律家ヨハン・バイエルが編纂した星図『ウラノメトリア』では、さらにε星を加えた5つの星があるとされた。

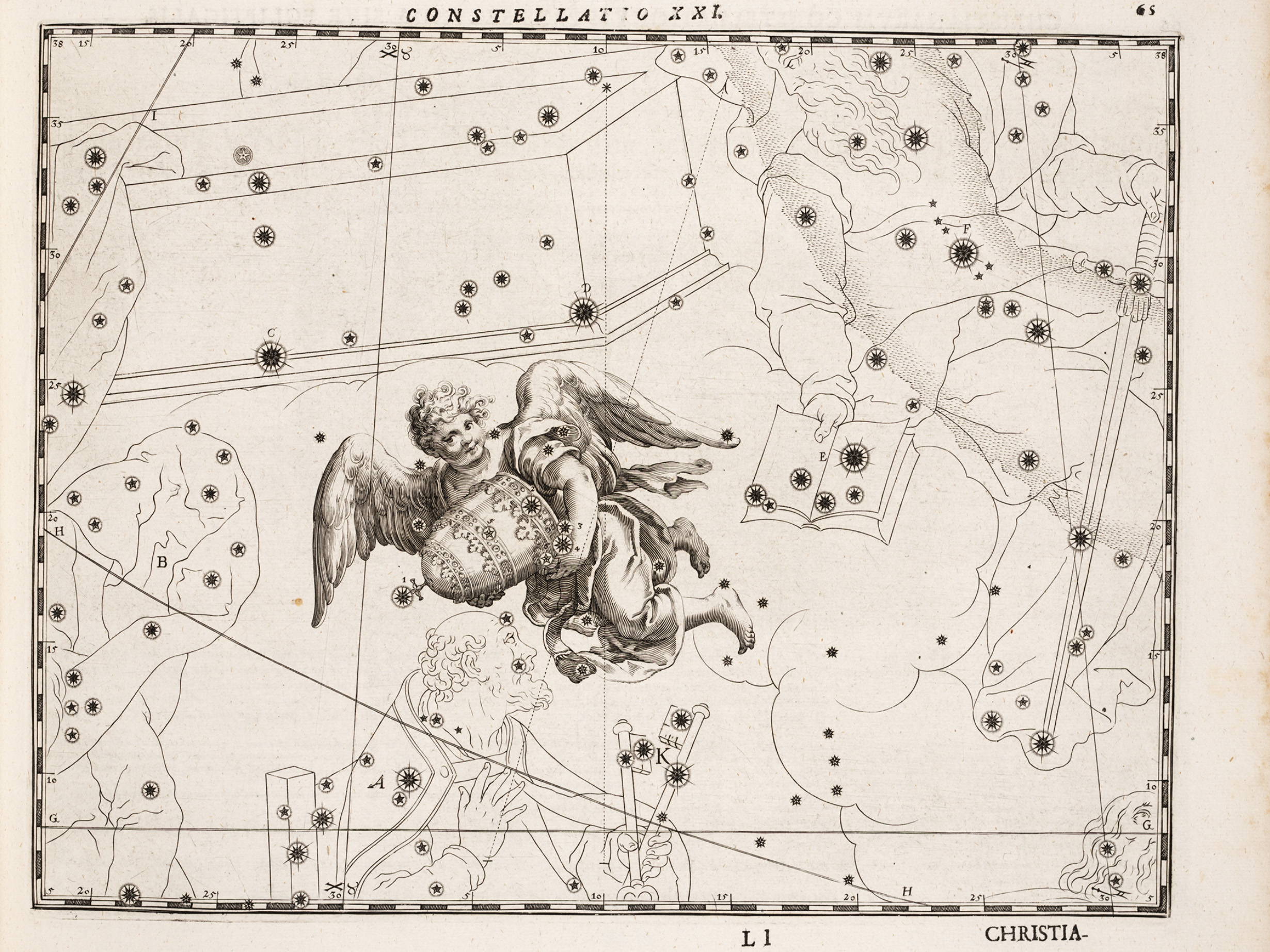
ユリウス・シラー『Coelum Stellatum Christianum』(1627) に描かれた「教皇ペトロのミトラ (Mitræ Pontificalis S.Petri)」。天球を外から見たように描かれているため、バイエルの『ウラノメトリア』の描像とは左右が逆になっている。

1627年に出版されたドイツの法律家ユリウス・シラーの星図『Coelum Stellatum Christianum』では、この三角形はキリスト教で司教がかぶる冠であるミトラに見立てられ、ラテン語で「教皇ペトロのミトラ」を意味する MITRÆ PONTIFICALIS S.PETRI という星座名が充てられた。この星図は、バイエルの『ウラノメトリア』を当時最新の観測記録を元にアップデートするとともに、全ての星座をキリスト教に由来した事物に置き換えようという壮大な目論見の下にシラーとバイエルが製作を進めていたものであったが、完成を前にして両名が相次いで他界したため、ドイツの天文学者ヤコブス・バルチウスが二人の後を引き継いで出版したものであった。このシラーの星図ではおひつじ座が「初代教皇ペトロ (SANCTI PETRI PRINCIPIS APOSTOLORVM)」とされており、さんかく座の3つの星は天使によってペトロに授けられようとする教皇冠を表すものとして描かれた。
ポーランド生まれの天文学者ヨハネス・ヘヴェリウスは、1687年に製作した星図『Firmamentum Sobiescianum』の中で、さんかく座の3つの星の南側にある5等星3つを使った新星座「小三角座(Triangulum Minus)」を設け、さんかく座を「大三角座」を意味する「Triangulum Majus」と改名した。19世紀末頃には小三角座は使われなくなった星座とされ、さんかく座に取り込まれた。小三角座の3つの星は、現在のさんかく座6番星・10番星・12番星となっている。
1922年5月にローマで開催されたIAUの設立総会で現行の88星座が定められた際にそのうちの1つとして選定され、星座名は Triangulum、略称は Tri と正式に定められた。

### 中東
紀元前500年頃に製作された天文に関する粘土板文書『ムル・アピン (MUL.APIN)』では、さんかく座のα・β とアンドロメダ座のγ の3星は、牛馬に引かせて地面を掘り返す農具の「犂」を表す星座「MUL.APIN」とされた。この粘土板文書の最初にこの言葉が書かれていたことから、粘土板文書そのものを指す言葉とされるようになった。また、α は単独で狼を表す星座ともされた。

### 中国
ドイツ人宣教師イグナーツ・ケーグラー（戴進賢）らが編纂し、清朝乾隆帝治世の1752年に完成・奏進された星表『欽定儀象考成』では、さんかく座の星は、二十八宿の西方白虎七宿の第二宿「婁宿」に配されていたとされる。婁宿では、β・γ・δ の3星が、天上の大将軍を表す星官「天大将軍」に配された。

## 神話
古代ギリシア・ローマ時代を通じて、特に伝承は伝わっていない。

## 呼称と方言
世界で共通して使用されるラテン語の学名は Triangulum、日本語の学術用語としては「さんかく」とそれぞれ正式に定められている。現代の中国でも、三角座とされている。
明治初期の1874年（明治7年）に文部省より出版された関藤成緒の天文書『星学捷径』で「トリアングリュム」という読みと「三角」という解説が紹介された。また、1879年（明治12年）にノーマン・ロッキャーの著書『Elements of Astronomy』を訳して刊行された『洛氏天文学』でも「三角」と紹介された。30年ほど時代を下った明治後期でも変わらず「三角」と呼ばれていたことが、1908年（明治41年）9月に刊行された日本天文学会の会報『天文月報』の第1巻6号に掲載された「九月の天」と題した記事で確認できる。この訳名は、東京天文台の編集により1925年（大正14年）に初版が刊行された『理科年表』にも「三角（さんかく）」として引き継がれ、1944年（昭和19年）に天文学用語が見直しされた際も「三角」が継続して使用されることとされた。戦後も引き続き「三角」が使われ、1952年（昭和27年）7月に日本天文学会が「星座名はひらがなまたはカタカナで表記する」とした際に Triangulum の日本語名は「さんかく」とされた。これ以降も継続して「さんかく」が用いられている。

### 方言
日本各地で伝わる星の呼称で「サンカクボシ」と呼ばれるものの多くは、おおいぬ座の δ・ε・ηの3星が形作る三角形を指すが、山形県小国町越戸のマタギの集落で野尻抱影の甥が確認した「サンカクサマ」という呼称はさんかく座のことを指していたとされる。新潟県南魚沼郡湯沢町でも、これと同様の話が伝わっていた。